# Nangis
Nangis, o tradicionalment en català, Nangís, és un municipi francès, situat al departament de Sena i Marne i a la regió de Illa de França. L'any 2007 tenia 7.560 habitants.
Forma part del cantó de Nangis, del districte de Provins i de la Comunitat de comunes de la Brie Nangissienne.

## Demografia

### Població
El 2007 la població de fet de Nangis era de 7.560 persones. Hi havia 3.028 famílies, de les quals 940 eren unipersonals (360 homes vivint sols i 580 dones vivint soles), 844 parelles sense fills, 928 parelles amb fills i 316 famílies monoparentals amb fills.
La població ha evolucionat segons el següent gràfic:
Habitants censats

### Habitatges
El 2007 hi havia 3.283 habitatges, 3.066 eren l'habitatge principal de la família, 30 eren segones residències i 187 estaven desocupats. 1.735 eren cases i 1.531 eren apartaments. Dels 3.066 habitatges principals, 1.387 estaven ocupats pels seus propietaris, 1.605 estaven llogats i ocupats pels llogaters i 74 estaven cedits a títol gratuït; 119 tenien una cambra, 300 en tenien dues, 670 en tenien tres, 948 en tenien quatre i 1.029 en tenien cinc o més. 1.825 habitatges disposaven pel capbaix d'una plaça de pàrquing. A 1.617 habitatges hi havia un automòbil i a 879 n'hi havia dos o més.

### Piràmide de població
La piràmide de població per edats i sexe el 2009 era:
| Homes | Edats   | Dones |
| ----- | ------- | ----- |
| 0     | 95 o +  | 12    |
| 8     | 90 a 94 | 36    |
| 24    | 85 a 89 | 80    |
| 32    | 80 a 84 | 60    |
| 84    | 75 a 79 | 112   |
| 116   | 70 a 74 | 172   |
| 116   | 65 a 69 | 180   |
| 140   | 60 a 64 | 116   |
| 184   | 55 a 59 | 160   |
| 284   | 50 a 54 | 256   |
| 304   | 45 a 49 | 324   |
| 240   | 40 a 44 | 276   |
| 228   | 35 a 39 | 276   |
| 236   | 30 a 34 | 257   |
| 320   | 25 a 29 | 260   |
| 264   | 20 a 24 | 240   |
| 308   | 15 a 19 | 252   |
| 292   | 10 a 14 | 252   |
| 268   | 5 a 9   | 264   |
| 204   | 0 a 4   | 224   |

## Economia
El 2007 la població en edat de treballar era de 4.964 persones, 3.543 eren actives i 1.421 eren inactives. De les 3.543 persones actives 3.115 estaven ocupades (1.646 homes i 1.469 dones) i 428 estaven aturades (178 homes i 250 dones). De les 1.421 persones inactives 405 estaven jubilades, 474 estaven estudiant i 542 estaven classificades com a «altres inactius».

### Ingressos
El 2009 a Nangis hi havia 3.204 unitats fiscals que integraven 7.870,5 persones, la mediana anual d'ingressos fiscals per persona era de 16.968 €.

### Activitats econòmiques
Dels 356 establiments que hi havia el 2007, 11 eren d'empreses extractives, 11 d'empreses alimentàries, 4 d'empreses de fabricació de material elèctric, 1 d'una empresa de fabricació d'elements pel transport, 17 d'empreses de fabricació d'altres productes industrials, 28 d'empreses de construcció, 89 d'empreses de comerç i reparació d'automòbils, 14 d'empreses de transport, 26 d'empreses d'hostatgeria i restauració, 5 d'empreses d'informació i comunicació, 23 d'empreses financeres, 16 d'empreses immobiliàries, 30 d'empreses de serveis, 48 d'entitats de l'administració pública i 33 d'empreses classificades com a «altres activitats de serveis».
Dels 98 establiments de servei als particulars que hi havia el 2009, 1 era una oficina d'administració d'Hisenda pública, 1 gendarmeria, 1 oficina de correu, 9 oficines bancàries, 13 tallers de reparació d'automòbils i de material agrícola, 3 tallers d'inspecció tècnica de vehicles, 3 autoescoles, 5 paletes, 3 guixaires pintors, 2 fusteries, 9 lampisteries, 4 electricistes, 2 empreses de construcció, 12 perruqueries, 1 veterinari, 15 restaurants, 6 agències immobiliàries, 4 tintoreries i 4 salons de bellesa.
Dels 34 establiments comercials que hi havia el 2009, 4 eren supermercats, 1 una gran superfície de material de bricolatge, 1 una botiga de més de 120 m², 5 fleques, 2 carnisseries, 2 llibreries, 5 botigues de roba, 1 una botiga de roba, 1 una botiga d'equipament de la llar, 2 botigues d'electrodomèstics, 2 botigues de mobles, 1 una botiga de mobles, 1 una botiga de material de revestiment de parets i terra, 1 un drogueria, 1 una perfumeria i 4 floristeries.
L'any 2000 a Nangis hi havia 14 explotacions agrícoles que ocupaven un total de 2.170 hectàrees.

## Equipaments sanitaris i escolars
El 2009 hi havia 1 centre de salut, 3 farmàcies i 2 ambulàncies.
El 2009 hi havia 3 escoles maternals i 4 escoles elementals. A Nangis hi havia 1 col·legi d'educació secundària i 1 liceu d'ensenyament general. Als col·legis d'educació secundària hi havia 736 alumnes i als liceus d'ensenyament general 624.

## Poblacions més properes
El següent diagrama mostra les poblacions més properes.